# Сёюдлю (Джебраильский район)
Сёюдлю, Сеюдлу (азерб. Söyüdlü) — село в Джебраильском районе Азербайджана.

## История
В годы Российской империи село Сеюдлу входило в состав Джебраильского уезда Елизаветпольской губернии, а в советские годы —  в состав Джебраильского района Азербайджанской ССР.
В результате Первой карабахской войны в августе 1993 года село перешло под контроль непризнанной Нагорно-Карабахской Республики. Фактический контроль сепаратистскими силами осуществлялся до 9 ноября 2020 года. 9 ноября президент Азербайджана Ильхам Алиев заявил, что азербайджанская армия взяла контроль над селом Сеюдлу в Джебраильском районе.

## Экономика
До 1993 года основной отраслью хозяйства была животноводство.